# Bartosz Bekier
Bartosz Bekier (ur. 11 sierpnia 1988) – polski działacz nacjonalistyczny, założyciel i przywódca organizacji Falanga, redaktor naczelny portalu dezinformacyjnego Xportal.press. Organizator pierwszego Marszu Niepodległości w 2007.

## Życiorys
Pochodzi z rodziny o tradycjach wojskowych – jego pradziadek, dziadek i ojciec byli żołnierzami. Jego ojcem jest płk Andrzej Bekier, który pełnił w 2002 funkcję zastępcy attaché wojskowego Ambasady RP w Pradze, był w 2007 szefem Protokołu Wojskowego Ministerstwa Obrony Narodowej i brał udział w Misji Obserwacyjnej Organizacji Narodów Zjednoczonych podczas wojny rosyjsko-gruzińskiej w 2008.
Wychowywał się w Stanach Zjednoczonych, gdzie służył wówczas jego ojciec. Ukończył politologię na Uniwersytecie Kardynała Stefana Wyszyńskiego. Przez kilka lat przygotowywał na tej samej uczelni doktorat poświęcony myśli politycznej Słowackiej Partii Ludowej pod kierunkiem prof. Radosława Zenderowskiego, swojego późniejszego przyjaciela. Studiów doktoranckich jednak nie ukończył.
Rozpoczął działalność publiczną w 2005 roku jako działacz Młodzieży Wszechpolskiej. Opuścił MW po tym, jak w listopadzie 2006 pierwszy prezes reaktywowanej organizacji, Roman Giertych, potępił opublikowane przez „Dziennik” wykorzystanie symboliki nazistowskiej przez Bekiera i innych działaczy podczas imprezy w 2004. 
Następnie został liderem brygady mazowieckiej Obozu Narodowo-Radykalnego. W kwietniu 2007 brał udział w przemarszu działaczy tej organizacji w koszulach nawiązujących do przedwojennego Ruchu Narodowo-Radykalnego „Falanga” w Krakowie z okazji 63. rocznicy założenia ONR, publicznie wykonując salut rzymski. Zainicjował i 11 listopada 2007 poprowadził pierwszy Marsz Niepodległości w Warszawie na czele około 200 uczestników z ONR, Combat 18 oraz Krwi i Honoru.
Na początku 2009 podjął nieudaną próbę przejęcia władzy w ONR z rąk bardziej umiarkowanego Przemysława Holochera, po czym odszedł z organizacji wraz z całą brygadą mazowiecką. Na jej bazie założył własną skrajnie prawicową, skrajnie nacjonalistyczną i określaną jako neofaszystowska, eurazjatycka oraz ekstremistyczna organizację pod nazwą Falanga. Kierowana przez niego Falanga przejęła kontrolę nad założonym przez MW, ONR i Unię Polityki Realnej serwisem informacyjnym Xportal, ale została zmarginalizowana w polskim ruchu narodowym z powodu swojej ewolucji ideowej w kierunku narodowego bolszewizmu i eurazjatyzmu.
W czerwcu 2013 odbył z innymi przedstawicielami europejskiej skrajnej prawicy wizytę w Libanie i Syrii podczas trwającej w tym drugim kraju wojny domowej, w czasie której odwiedził bazę Hezbollahu i siedzibę Syryjskiej Partii Socjal-Nacjonalistycznej w Bejrucie, a następnie więzienia dla rebeliantów w Damaszku. Przeprowadził wywiady z liderami neofaszystowskimi Roberto Fiorem i Nickiem Griffinem. Spotkał się z członkami rządu Baszara al-Asada i deklarował wsparcie dla obozu rządowego. W 2014 wziął udział w prorosyjskich demonstracjach podczas aneksji Krymu przez Rosję. W 2014 roku udał się do Donieckiej Republiki Ludowej. Falanga oficjalnie wspierała oderwanie od Ukrainy Donieckiej oraz Ługańskiej Republik Ludowych w Donbasie. Rząd Ukrainy objął go zakazem wjazdu na terytorium tego państwa. Na redagowanym przez siebie Xportalu Bekier umieścił wywiad z premierem Donieckiej Republiki Ludowej Denisem Puszylinem. Xportal opublikował także wywiady Bekiera z Grzegorzem Braunem (2015), Arturem Zawiszą (2019) i Stanisławem Michalkiewiczem (2021) oraz teksty autorstwa znanych neofaszystów i faszystów, w tym Corneliu Zelei Codreanu, Pierre'a Drieu la Rochelle'a, Juliusa Evoli i Oswalda Mosleya.
W lutym 2015 został wiceprzewodniczącym partii Zmiana Mateusza Piskorskiego, z której odszedł 2 maja 2016 po odwołaniu przez Piskorskiego jego bliskiego współpracownika Michała Prokopowicza, odpowiedzialnego za aktywność Falangi w Siłach Zbrojnych Rzeczypospolitej Polskiej i organizacjach paramilitarnych, z funkcji koordynatora struktur krakowskich. Działając w Zmianie nawiązał współpracę z Manuelem Ochsenreiterem, redaktorem naczelnym związanego z Alternatywą dla Niemiec pisma „Zuerst!”, który wynajął dwóch członków Falangi do przeprowadzenia prowokacji antyukraińskiej w Użhorodzie w lutym 2018. W 2016 Bekier trzykrotnie odwiedził Rosję, spotykając się z Aleksandrem Duginem i udzielając wywiadu dla agencji Sputnik. W 2018 wziął udział w gali MMA w Czeczenii z okazji urodzin Ramzana Kadyrowa na jego zaproszenie, przemawiał także w Radzie Państwa Republiki Krymu i na wiecu w Doniecku. W lipcu 2019 wygłosił podczas drugiego forum międzynarodowego „Rozwój parlamentaryzmu”, zorganizowanego przez Liberalno-Demokratyczną Partię Rosji Władimira Żyrinowskiego, apel do Władimira Putina i rosyjskiej elity politycznej, w którym domagał się sojuszu polsko-rosyjskiego, rozbioru Ukrainy i federalizacji Litwy. W 2020 deklarował gotowość szkolonych przez siebie bojówek do fizycznej obrony „miejsc ważnych dla polskiej tożsamości”, w tym kościołów, podczas dorocznego Marszu Niepodległości. Na kilka miesięcy ograniczył aktywność publiczną po inwazji Rosji na Ukrainę w lutym 2022 i śmierci Żyrinowskiego w kwietniu 2022. Pod koniec 2024 zaczął publikować zdjęcia i nagrania ze spotkań z założycielem Rodaków Kamratów i patostreamerem Wojciechem Olszańskim.
Bartosz Bekier jest jednym z autorów serwisu geopolitika.ru i redaktorem naczelnym prorosyjskiego serwisu Xportal.press. Wcześniej publikował m.in. w „Zeszytach Szkoleniowych ONR”, gościł w prowadzonym przez Piotra Korczarowskiego antyukraińskim kanale internetowym eMisja.tv. Jest wydawcą polskich przekładów książek Aleksandra Dugina. Od 2015 zasiada w komisji rewizyjnej stowarzyszenia Komitet Ukraiński, kierowanego przez Jacka Cezarego Kamińskiego i Mateusza Piskorskiego.

## Poglądy
Jako lider Falangi Bekier odwoływał się do działalności twórcy faszyzmu Benito Mussoliniego. Zainicjował upamiętnienie Eligiusza Niewiadomskiego, zabójcy prezydenta Gabriela Narutowicza, jako „wykonawcy woli milionów Polaków”. Ocenił współczesny nurt stalinizmu pozytywnie za jego konserwatyzm i moralizm obyczajowy. W 2009 komentując udział Republiki Słowackiej w sojuszu państw Osi domagał się utworzenia polsko-słowackiej konfederacji wymierzonej przeciw „bolszewickiej” Unii Europejskiej. Przyjął incydent dewastacji nielegalnego i usuniętego później pomnika Ukraińskiej Powstańczej Armii w Hruszowicach w 2016 jako „godną pochwały obywatelską akcję przeciwko piątej kolumnie antypolskiego szowinizmu ukraińskiego”.

## Publikacje
- Naród i religia w Państwie Słowackim w latach 1939–1945, Europejskie Centrum Analiz Geopolitycznych, Warszawa 2015, ISBN 978-83-64125-12-6.